# Homme-bœuf de Wicklow
L'Homme-Bœuf de Wicklow (fl. fin du XIIe siècle) est une créature mi-homme mi-bœuf vivant à Wicklow, en Irlande, et cité par l'historien cambro-normand du XIIe siècle Giraud de Barri dans son ouvrage Topographia Hibernica (en).
Selon Giraud, la créature, fruit d'une union contre-nature entre un homme et une vache, avait une grosse tête chauve comme celle d'un bœuf, tandis que son visage était plat et dominé par deux énormes yeux. À la place du nez, la créature avait deux orifices qui servaient de narines et émettaient des sons semblables au mugissement d'un taureau. L'homme-bœuf avait des sabots fendus à la place des mains et des pieds.
Pour une raison inconnue, la créature, qui se rendait régulièrement à la cour du baron cambro-normand Maurice FitzGerald qui se tenait au Château Noir (Black Castle) de Wicklow, sera enlevée et tuée par les Irlandais.
On ne sait pas si l'homme-bœuf de Wicklow était un individu souffrant d'une difformité ou s'il s'agissait d'une histoire inventée par Giraud de Barri.